# Mendenítsa
Mendenítsa (grec moderne : Μενδενίτσα), est un village de Grèce en Phthiotide, à 40 kilomètres au nord de Livadiá, et à 8 km au sud-ouest de l'ancienne Thronium ou Oponte, dans un défilé. C'était un marquisat lorsque la Morée appartenait aux Français. 